# Bosenské národní divadlo v Zenici
Bosenské národní divadlo v Zenici (bosensky Bosansko narodno pozorište u Zenici) se nachází v centru bosenského města Zenica, na adrese Trg Bosne i Hercegovine 3.

## Popis
Budova s obdélníkovým půdorysem o délce 90 m, šířce 60 m a výšce 40 m má celkový užitný prostor o rozloze 11 500 m². V budově je celkem pět podlaží a pět scén (scéna malá, velká, boční, kabaretní a podzemní). Kromě toho se zde nacházejí různé alternativní a výstavní prostory.

## Historie
Monumentální a postmoderní budova divadla byla vybudována v 70. letech 20. století podle vítězného projektu architektů Jahiela Finciho a Zlatko Ugljena. Realizována byla v prostoru nového městského centra. Objekt divadla obdélníkového půdorysu má v průčelí nápadnou vstupní bránu s dekorativními plastikami. Díky monumentálnosti se budova mezi okolními vícepatrovými stavbami (například obytným domem Lamela) rozhodně neztrácí.
Slavnostně byla otevřena dne 7. května 1978 jako příklad velkolepé investice jugoslávského státu v oblasti kultury. Patřila k největším budovám svého druhu na území celé SFRJ.
V roce 2018 bylo rozhodnuto o rekonstrukci stavby.